# Tartaków (gmina)
Tartaków (pocz. Tartaków Miasto) – dawna gmina wiejska istniejąca w latach 1934–1939 w woj. lwowskim. Siedzibą gminy był Tartaków (obecnie wieś na Ukrainie).
Gmina zbiorowa Tartaków Miasto została utworzona 1 sierpnia 1934 roku w powiecie sokalskim w woj. lwowskim z dotychczasowych jednostkowych gmin: Bobiatyn, Horbków, Komarów, Kopytów, Leszczatów, Łuczyce, Perespa, Perwiatycze, Spasów, Szarpańce, Tartaków Miasto, Tartaków Wieś, Tartakowiec, Wolica Komarowa i Zubków.
We wrześniu 1939 roku obszar gminy został zajęty przez wojska radzieckie a od 1941 roku znajdował się pod okupacją niemiecką (Generalne Gubernatorstwo). Władze hitlerowskie od gminy Tartaków odłączyły:
- gromady Bobiatyn, Leszczatów, Łuczyce i Szarpańce – włączając je do nowo utworzonej gminy Steniatyn w powiecie kamioneckim;
- gromadę Komarów – włączając ją do nowo utworzonej gminy Sokal w powiecie kamioneckim[6].

Tak więc w 1943 roku gmina Tartaków składała się z 10 gromad: Horbków (1376 mieszkańców), Kopytów (455), Perespa (1135), Perwiatycze (794), Spasów (1200),  Tartakowiec (995), Tartaków Miasto (661), Tartaków Wieś (1183), Wolica Komarowa (1184) i Zubków (780).
W 1944 roku gmina weszła w skład ZSRR;  znajduje się obecnie w rejonie sokalskim w obwodzie lwowskim na Ukrainie.